# Един ден аванс
„Един ден аванс“ е български телевизионен игрален филм (криминален, драма) от 1987 година на режисьора Иван Георгиев, по сценарий на Светослав Славчев. Оператор е Христо Вълев, а музиката на Данаил Георгиев. Художник на филма е Красимира Лозанова..
Филмът прави дебют в рубриката „Студио Х“ на Българската телевизия.
Работното заглавие на филма е „Двете седморки“.

## Актьорски състав
| Роля                                                    | Изпълнител            |
| ------------------------------------------------------- | --------------------- |
| полковник Янев, ръководител на криминалния отдел на МВР | Георги Георгиев – Гец |
| международния шофьор Григор Гатев                       | Пламен Сираков        |
| Анри-Жан Клеманс                                        | Кирил Варийски        |
| Теобалд Вернер                                          | Богдан Глишев         |
| капитан Славов, следовател                              | Йосиф Сърчаджиев      |
| Тоничка                                                 | Катерина Евро         |
| котрабандистът Карло Брунер                             | Георги Стоянов        |
|                                                         | Стоян Стоев           |
|                                                         | Георги Мамалев        |
|                                                         | Кина Мутафова         |